# The Man with the Horn
Albums de Miles Davis
Directions
(1981) We Want Miles
(1982)
The Man with the Horn est un album jazz fusion de Miles Davis paru en 1981.

## Historique
L'album est orienté jazz funk/rock, mêlant des structures quasi pop avec des improvisations plus free.
Il signe le retour de Miles Davis après une éclipse de 5 années ; les derniers enregistrements (live : Agharta et Pangea) datant de 1975 ;  le dernier album studio datant de 1974 (Get up with it).
The Man with the Horn est plus accessible et moins expérimental que les albums précédents, plus structuré. Il gagne en efficacité ce qu'il perd un peu en créativité.  Miles Davis semble influencé par des musiciens en vogue, en particulier Prince.
Mike Stern sur Fat Time et Barry Finnerty sur Back Seat Betty interprètent des solos de guitare d'improvisation jazz, mais avec une énergie et un son rock.
Certains morceaux comme "Shout" sont inspirés de classiques funk/soûl comme Les Nuits rouges de Harlem (Shaft) de Isaac Hayes (1971).
Le morceau titre "The man with the horn", plus commercial que le reste de l'album, est chanté et préfigure un peu la future orientation pop/jazz qui sera prise avec "You under arrest", en 1985.
Aida, Ursula et Back Seat Betty sont dédiés à trois amies de Miles dont Betty Mabry.
Le public découvre le bassiste Marcus Miller qui annonce l'après "Jaco" et qui jouera un rôle de premier plan dans la suite de la carrière de Miles Davis.
Dans l'ensemble, cet album, montre un Miles Davis encore fragile techniquement (il n'a pas touché sa trompette entre 1975 et 1980 ...) et le musicien devra, de son propre aveux (Miles, l'autobiographie : Presses de la renaissance), attendre deux ou trois années avant de retrouver un son réellement satisfaisant. Mais une nouvelle fraîcheur, et, justement, ce mélange de force et de fragilité, rend cet enregistrement particulièrement touchant et intéressant. Une captation live de plusieurs concerts de la même époque donnera lieu, en 1982 à la sortie d’un live (we want miles : CBS), considéré par les connaisseurs de l'artiste comme un des must de sa carrière

## Liste des pistes
| No | Titre                 | Auteur                                        | Durée |
| -- | --------------------- | --------------------------------------------- | ----- |
| 1. | Fat Time              | Miles Davis                                   | 9:57  |
| 2. | Back Seat Betty       | Miles Davis                                   | 11:16 |
| 3. | Shout                 | Glenn Burris, Randy Hall et Robert Irving III | 5:51  |
| 4. | Aïda                  | Miles Davis                                   | 8:12  |
| 5. | The Man With The Horn | Randy Hall et Robert Irving III               | 6:35  |
| 6. | Ursula                | Miles Davis                                   | 10:46 |

## Musiciens

### Titres 1, 2, 4 et 6
- Miles Davis - trompette, arrangements
- Mike Stern - guitare (titre 1)
- Bill Evans - saxophone soprano
- Sammy Figueroa - percussions
- Barry Finnerty - guitares (sauf titre 1)
- Al Foster - batterie
- Marcus Miller - basse

### Titres 3 et 5
- Miles Davis - trompette, arrangements
- Robert Irving III - synthétiseur, piano, arrangements
- Bill Evans - saxophone soprano (titre 5)
- Felton Crews - basse (titre 5)
- Sammy Figueroa - percussions (titre 3)
- Barry Finnerty - guitares (titre 3)
- Randy Hall - synthétiseur, guitare, arrangements, celeste, Moog synthesizer, chant
- Vincent Wilburn[5] - batterie

## Citation
« J'avais décidé de revenir et de refaire de la musique, mais je n'avais pas de groupe. Juste Al Foster à la batterie et Peter Cosey à la guitare pour commencer. (...) Je savais qu'il fallait évoluer vers quelque chose de différent de ce que je faisais avant de m'arrêter. (...) En avril, mon neveu Vincent Wilburn a amené ses copains de Chicago pour jouer avec moi : Randy Hall, Robert Irving et Felton Crews. Il est resté jusqu'en juin et, après nous être rodés, nous avons travaillé sur "The Man with the Horn". Dave Liebman m'a branché sur Bill Evans, saxophoniste qui a pris part à la séance puis est entré dans mon groupe. Dave avait été le professeur de Bill. »

— Miles Davis avec Quincy Troupe, Miles. L'autobiographie, Infolio, 2007, p.365 et 366.